# Magic d'Osceola
Le Magic d'Osceola (Osceola Magic en anglais), est une équipe franchisée de la NBA Gatorade League, ligue américaine mineure de basket-ball créée et dirigée par la NBA. L'équipe est domiciliée à Kissimmee en Floride. L'équipe joue ses matchs à domicile à la Silver Spurs Arena.

## Historique

### BayHawks d'Érié (2008-2017)
Les BayHawks d'Érié sont créés en 2008 en tant qu'équipe d'expansion au sein de la NBA Development League, l'équipe est affiliée aux Cavaliers de Cleveland et aux 76ers de Philadelphie. Le nom de « BayHawks » fait allusion à la baie de Presque Isle, sur laquelle se trouve la ville d'Érié. Le faucon (hawk) représente la vie sauvage de la ville et son histoire navale. Les faucons ont été utilisés par les expéditions navales pour envoyer des messages importants. Les couleurs de l'équipe sont le noir, le rouge et l'or rendant hommage au Commodore Oliver Hazard Perry et aux uniformes de l'U.S. Navy utilisés pendant la guerre anglo-américaine de 1812.
L'affiliation avec les Cavaliers de Cleveland dure jusqu'en 2011 lorsque Cleveland obtient sa propre équipe affiliée, le Charge de Canton. Les BayHawks sont ensuite affiliés aux Knicks de New York. Sous la coupe des Knicks, les BayHawks font les gros titres le 17 janvier 2012, lorsque Jeremy Lin est affecté à l'équipe. Le 20 janvier, il fait un triple-double avec 28 points, 11 rebonds et 12 passes causant la victoire des BayHawks sur les Red Claws du Maine. Lin est rappelé par les Knicks trois jours plus tard. En décembre 2012, les Knicks attribuent le vétéran de la NBA Amar'e Stoudemire aux BayHawks en raison d'une blessure.
En 2012, les Knicks offrent le poste d'entraîneur-chef des BayHawks à Patrick Ewing, l'un de leurs anciens joueurs les plus en vue. Cependant, il refuse l'offre citant son désir d'entraîner en NBA et non en D-League. Ewing a travaillé comme entraîneur adjoint pour les Wizards de Washington, les Rockets de Houston et le Magic d'Orlando.
En 2014, les Knicks mettent fin à leur affiliation avec Érié en faveur d'une franchise d'expansion en D-League, les Knicks de Westchester, obligeant les BayHawks à trouver une nouvelle affiliation. En avril 2014, les BayHawks entament des pourparlers pour une relation hybride avec le Magic d'Orlando et un accord est annoncé le 19 mai 2014.

### Magic de Lakeland (2017-2023)
En janvier 2016, le Magic d'Orlando annonce son intention d'avoir sa propre équipe de D-League en Floride, mais déclare que ce serait une équipe d'expansion et pas une relocalisation des BayHawks. Dans l'annonce originale du 6 janvier 2016, il est annoncé que le Magic d'Orlando chercherait à placer une équipe de D-League en Floride. Les huit lieux de candidature initiaux étaient : Bay Lake (ESPN Wide World of Sports Complex), Daytona Beach (Ocean Center), Estero (Germain Arena), Fort Myers (Lee Civic Center), Jacksonville (Jacksonville Veterans Memorial Arena), Kissimmee (Silver Spurs Arena), Lakeland (Lakeland Center) et Orlando (CFE Arena). Le 17 février, le Magic réduit ses choix à Bay Lake, Jacksonville, Lakeland et Kissimmee. Le 30 juin, le Magic nomme Kissimmee et Lakeland comme les deux finalistes.
Cependant, en décembre 2016, le Magic annonce qu'il a acheté la franchise des BayHawks et qu'il la déménagera à Lakeland en Floride, pour la saison 2017-2018, devenant ainsi la dix-septième équipe de la NBA à posséder une franchise de D-League. Il construirait également une installation d'entrainement à proximité de Winter Haven. Le 12 avril 2017, il est annoncé que l'équipe se nomme dorénavant le Magic de Lakeland.

### 2017 - 2018
Le 8 août 2017, Stan Heath est nommé premier entraîneur du Magic. Il arrive du monde universitaire, où il a pu exercer à Kent State, Arkansas, South Florida et Boston College. Dans le même temps Anthony Parker, un ancien joueur NBA, est choisi comme manager général . 
Lors de la première année ils connaissent un certain succès, avec notamment Rodney Purvis, Byron Mullens et Troy Caupain nommés joueurs de la semaine. Mieux, le premier est sélectionné joueur du mois . Ils finissent ce premier exercice avec 56 % de victoires. Ils se qualifient pour les playoffs, où ils sont éliminés au premier tour par les Bayhawks d’Erie, 96 à 90.

### 2018 - 2019
La saison 2018-2019 commence de manière plus compliquée pour le Magic, qui ne remporte que deux de ses huit premiers matchs. Mais cela change rapidement. Ils s’appuient sur deux facteurs pour remonter la pente. Tout d’abord la profondeur de l’effectif, qui leur permet de répartir la marque et de compenser les incessants changements dans le roster. Ensuite, un jeu intérieur / extérieur efficace, qui les place premiers dans l’adresse à trois points. Cela leur permet de gagner 8 de leur 9 rencontres entre le 28 novembre et le 20 décembre . Avec 64 % de victoires, ils se qualifient à nouveau pour les playoffs. Le premier tour se fait sans douleur contre les Knicks de Westchester, éliminés 104 à 91. En finale de conférence, l’histoire est toute autre. Face aux Nets de Long Island, les prolongations sont nécessaires. Alors que Long Island vient de marquer à 3pts quelques secondes auparavant, Lakeland mène 106 à 105. Les Nets engagent avec 2,7 secondes au chronomètre. Theo Pinson est laissé libre par son défenseur, reçoit la balle et inscrit un panier à trois points qui donne l’avantage à Long Island. Sur la remise en jeu, Troy Caupain envoie la balle à Melvin Frazier, mais la passe est déviée, signifiant l’élimination du Magic. Pour conclure la saison, Gabe York reçoit le prix de la sportivité le 28 mars 2019 .

### 2019 - 2020
Au début de l’exercice 2019-2020, quatre joueurs sont de retour, ce qui est bien dans le contexte de la G-League . La formation repart sur ses standards de l’an dernier, et à la mi-saison BJ Johnson et Josh Magette sont choisis dans l’équipe de la mi-saison de la conférence Est. Malheureusement, l’épidémie de Covid-19 les coupe en plein élan, alors qu’ils viennent de remporter six victoires de rang. La saison s’achève avec 25 succès et 17 revers, soit 59,5 % de victoires.

### Logos

Logo des BayHawks d'Érié (2008-2017)
Logo du Magic de Lakeland (2017-2023)
Logo du Magic  d'Osceola (2023-2025)
Logo du Magic  d'Osceola (depuis 2025)

## Résultats sportifs

### Palmarès
| Palmarès du Magic de Lakeland |
| - NBA Gatorade League : - 12 participations - Champion : - 2021 - Coupe intercontinentale FIBA : - 1 participation - Troisième : - 2022 |

### Saison par saison
| BayHawks d'Érié           |                           |                           |                           |     |     |      | |  |
| 2008-2009                 | —                         | Centrale                  | 3e                        | 27  | 23  | .540 | Éliminé au premier tour |  |
| 2009-2010                 | Est                       | —                         | 6e                        | 21  | 29  | .420 | - |  |
| 2010-2011                 | Est                       | —                         | 2e                        | 32  | 18  | .640 | Éliminé au premier tour |  |
| 2011-2012                 | Est                       | —                         | 3e                        | 28  | 22  | .560 | Éliminé au premier tour |  |
| 2012-2013                 | Est                       | —                         | 4e                        | 26  | 24  | .520 | - |  |
| 2013-2014                 | —                         | Est                       | 5e                        | 16  | 34  | .320 | - |  |
| 2014-2015                 | Est                       | Atlantique                | 3e                        | 24  | 26  | .480 | - |  |
| 2015-2016                 | Est                       | Atlantique                | 5e                        | 12  | 38  | .240 | - |  |
| 2016-2017                 | Est                       | Atlantique                | 6e                        | 14  | 36  | .280 | - |  |
| Magic de Lakeland         |                           |                           |                           |     |     |      | |  |
| 2017-2018                 | Est                       | Sud-est                   | 2e                        | 28  | 22  | .560 | Éliminé au premier tour |  |
| 2018-2019                 | Est                       | Sud-est                   | 1er                       | 32  | 18  | .640 | Éliminé en finale de conférence                                                                                                |  |
| 2019-2020                 | Est                       | Sud-est                   | 1er                       | 25  | 17  | .595 | Saison annulée pour cause de pandémie de COVID-19                                                                              |  |
| 2020-2021                 | —                         | —                         | 6e                        | 9   | 6   | .600 | Remporte le championnat face au Delaware 97-78                                                                                 |  |
| 2021-2022                 | Est                       | —                         | 12e                       | 11  | 21  | .344 | - |  |
| 2022-2023                 | Est                       | —                         | 8e                        | 18  | 14  | .563 | - |  |
| Magic d'Osceola           |                           |                           |                           |     |     |      | |  |
| 2023-2024                 | Est                       | —                         | 1er                       | 22  | 12  | .647 | Demi-finale perdue (Long Island) 112–120                                                                                       |  |
| 2024-2025                 | Est                       | —                         | 1er                       | 22  | 12  | .647 | Victoire en demi-finale (Indiana) 129–114 Victoire en finale de conférence (Maine) 135–122 Perte du championnat (Stockton) 1–2 |  |
| Bilan en saison régulière | Bilan en saison régulière | Bilan en saison régulière | Bilan en saison régulière | 345 | 360 | .489 | |  |
| Bilan en playoffs         | Bilan en playoffs         | Bilan en playoffs         | Bilan en playoffs         | 6   | 8   | .429 | |  |

## Personnalités et joueurs du club

### Entraîneurs successifs
Le tableau suivant présente la liste des entraîneurs du club depuis 2009.
| #                 | Entraîneur         | Période   | Saison régulière | Saison régulière | Saison régulière | Saison régulière | Playoffs | Playoffs | Playoffs | Playoffs | Récompenses                  |
| #                 | Entraîneur         | Période   | M                | V                | D                | %                | M        | V        | D        | %        | Récompenses                  |
| ----------------- | ------------------ | --------- | ---------------- | ---------------- | ---------------- | ---------------- | -------- | -------- | -------- | -------- | ---------------------------- |
| BayHawks d'Érié   |                    |           |                  |                  |                  |                  |          |          |          |          |                              |
| 1                 | John Treolard (en) | 2008-2010 | 100              | 48               | 52               | .480             | 1        | 0        | 1        | .000     |                              |
| 2                 | Jay Larrañaga      | 2010-2012 | 100              | 60               | 40               | .600             | 6        | 2        | 4        | .333     |                              |
| 3                 | Gene Cross (en)    | 2012-2014 | 100              | 42               | 58               | .420             | -        | -        | -        | -        |                              |
| 4                 | Bill Peterson (en) | 2014-2017 | 150              | 50               | 100              | .333             | -        | -        | -        | -        |                              |
| Magic de Lakeland |                    |           |                  |                  |                  |                  |          |          |          |          |                              |
| 5                 | Stan Heath (en)    | 2017-2021 | 157              | 94               | 63               | .599             | 6        | 4        | 2        | .667     | Remporte le championnat 2021 |
| 6                 | Joe Barrer (en)    | 2021-2023 | 64               | 29               | 35               | .453             | -        | -        | -        | -        |                              |
| Magic d'Osceola   |                    |           |                  |                  |                  |                  |          |          |          |          |                              |
| 7                 | Dylan Murphy (en)  | 2023-     | -                | -                | -                | -                | -        | -        | -        | -        |                              |

### Joueurs célèbres ou marquants
- Ivan Johnson
- Jeremy Lin
- Alade Aminu